# کلوین ۸۰۰۳
سیارک ۸۰۰۳ (به انگلیسی: 8003 Kelvin، نامگذاری:1987RJ) هشت هزار و سومین سیارک کشف شده‌است که در ۱ سپتامبر ۱۹۸۷ کشف شد.